# Marianne Bremnes
Marianne Bremnes (født 1. august 1964 i Bærum) er en norsk musiklærer og politiker.
Siden 2011 har hun været borgmester i Harstad for Arbeiderpartiet.